# جذع درقي رقبي
الجذع الدرقي الرقبي هو عبارة عن مجموعة صغيرة من الشرايين التي تنشأ من القسم الأول للشريان تحت الترقوة إلى الوحشي من منشأ الشريان الفقري، ويعد مسؤولاً عن تروية الغدة الدرقية وبعض النواحي من المنطقة الكتفية، وينقسم إلى الفروع الرئيسةالتالية:
1. الشريان الدرقي السفلي.
2. الشريان فوق الكتفي.
3. الشريان الرقبي المستعرض.[2]

## البنية
الجذع الدرقي الرقبي فرع من الشريان تحت الترقوة حيث ينشأ من القسم الأول لتحت الترقوة، تحديداً بين منشأ الشريان تحت الترقوة والحافة الداخلية للعضلة الأخمعية الأمامية. يتموضع بشكل بعيد عن الشريان الفقري وقريب من الجذع الضلعي الرقبي نسبياً، ويتصف بكونه شريان واسع وقصير.

### تفرعاته
ينقسم الجذع الدرقي الرقبي سريعاً بعد انبثاقه إلى فروعه: الشريان الدرقي السفلي، والشريان فوق الكتف، والشريان الرقبي المستعرض.
يوجد الشريان الرقبي المستعرض عند ثلثي الأشخاص. أما في ثلث الحالات الأخرى ينشأ الشريان الرقبي السطحي والشريان الكتفي الظهري بوصفهما شريان رقبي مستعرض.
يتجه الشريان فوق الكتف والشريان الرقبي المستعرض بالاتجاه الوحشي ويتصالبان على الوجه الأمامي لكل من العضلة الأخمعية الأمامية والعصب الحجابي. يمتد الشريان الدرقي السفلي بوصفه الفرع الأعلى بالنسبة للجذع الدرقي الرقبي باتجاه الجزء السفلي من الغدة الدرقية لترويتها.